# Ungersberg
L'Ungersberg est un sommet vosgien qui culmine à 901 mètres d'altitude, à l'ouest du village de Reichsfeld dans le Bas-Rhin. Le Club vosgien a érigé la tour Héring en son sommet, offrant ainsi une large vue sur la plaine d'Alsace et les sommets avoisinants.

## Étymologie
Ungersberg signifie en alsacien la « montagne des Hongrois ».

## Géographie
L'Ungersberg est compris entre la vallée de l'Andlau et le val de Villé. Depuis le sommet on peut observer une grande partie de la plaine d'Alsace jusqu'à la Forêt-Noire, ainsi que de nombreux sommets des Vosges.

## Histoire

### Première rencontre du Bundschuh le 23 mars 1493
Le Bundschuh (le « soulier à lacets ») est le nom générique d'un ensemble de soulèvements paysans coordonnés centrés sur la région du Rhin supérieur. La première réunion documentée de meneurs de ce mouvement s'est faite au sommet de l'Ungersberg, le 23 mars 1493.
Le sommet de l'Ungersberg a probablement été choisi comme point de convergence de nombreuses juridictions dans une Alsace morcelée.
Ce courant de réformes, à l'origine de l'émergence d'une conscience alsacienne, s'est achevé pour la basse Alsace, dans un bain de sang, non loin de là, à Scherwiller, le 20 mai 1525.

### Tour Héring
La tour Héring a été édifiée par le Club vosgien en 1894. Elle est dédiée au premier président du Club vosgien de la section de Barr, E. Héring.